# Hodonínská Dúbrava
Hodonínská Dúbrava je národní přírodní památka vyhlášená 1. dubna 2014 Ministerstvem životního prostředí České republiky na ploše 683,1843 ha, rozloha ochranného pásma je 89,3 ha. Území spravuje AOPK ČR – regionální pracoviště Jižní Morava.
NPP se nachází v Jihomoravském kraji, v okrese Hodonín, na katastrálním území Hodonín, v Dolnomoravském úvalu, asi dva kilometry severně a severozápadně od města Hodonín, v prostoru mezi ním a obcemi Mutěnice a Dubňany. Tvoří sedm nesouvislých ploch (zčásti propojených ochranným pásmem) v jihozápadní (hodonínské) části Doubravy, která si zde z větší části zachovala svůj původní charakter. Území je rovinaté nebo mírně zvlněné, s výškovou členitostí nepřesahující 50 metrů.
Těsně u hranic chráněného území stojí pozdně barokní výklenková kaple svatého Jana. Přímo na území NPP se nachází studánka Ilčíčka.

## Geologie
Podloží je tvořeno terciérními jíly nebo štěrkopísky říční terasy s pelickými a psamitickými bazickými sedimenty, na něž byla v holocénu naváta vrstva písků. Váté písky jsou tvořeny z křemenného písku středně zrnitého, světle šedobílého. Mocnost písků roste od jihu k severu.

## Výskyt vzácných a ohrožených druhů

### Flóra
- hvozdík pyšný (Dianthus superbus L.) - desetitisíce exemplářů
- kavyl písečný (Stipa borysthenica Klokov ex Prokudin) - jednotky až desítky ex.
- kosatec různobarvý (Iris variegata L.) - tisíce ex.
- kosatec trávovitý (Iris graminea L.) - stovky ex.
- kostřava ametystová (Festuca amethystina L.) - stovky ex.
- lýkovec vonný (Daphne cneorum L.) - stovky ex.
- mečík bahenní (Gladiolus palustris Gaudin) - desítky až stovky ex., silně kolísá
- ostřice Buxbaumova (Carex buxbaumii Wahlenb.) - desítky ex.
- řeřišnice malokvětá (Cardamine parviflora L.) - desítky ex.
- sítina tmavá (Juncus atratus Krock.) - stovky ex.
- zvonek hadincovitý (Campanula cervicaria L.) - desítky ex.
- žluťucha jednoduchá (Thalictrum simplex L.) - desítky ex.

### Fauna
- kudlanka nábožná (Mantis religiosa L.) - nehojně
- kuňka obecná (Bombina bombina L.) - tisíce ex.
- lelek lesní (Caprimulgus europaeus L.) - jedinci
- netopýr černý (Barbastella barbastellus Schreber) - nehojně
- netopýr velkouchý (Myotis bechsteinii Kuhl) - nehojně
- okáč jílkový (Lopinga achine Scopoli) - nehojně
- přástevník kostivalový (Euplagia quadripunctaria Poda) - nehojně
- roháč obecný (Lucanus cervus L.) - nehojně
- tesařík obrovský (Cerambyx cerdo L.) - nehojně
- včelojed lesní (Pernis apivorus L.) - jednotlivé páry

## Ochrana přírody
Předmětem ochrany jsou lesní společenstva tvořená panonskými teplomilnými doubravami na písku, dubohabřinami a údolními jasano-olšovými luhy. Lesy pokrývají téměř 100 % plochy chráněného území. Chráněny zde jsou také roztroušená stepní teplomilná společenstva. Dalším bodem ochrany jsou vzácné druhy rostlin a živočichů, včetně jejich stanovišť.
Území NPP je součástí evropsky významné lokality Hodonínská doubrava vyhlášené 15. dubna 2005 na ploše 3029,1 ha. Zvláště chráněné území bylo vyhlášeno mj. také na území dosavadní přírodní rezervace Stupava (vyhlášené 16. září 1996 na ploše 53,5 ha – nyní segment NPP na jihozápadním okraji), která byla následně roku 2016 zrušena.

## Doprava
Mezi částmi NPP procházejí silnice II/431 z Hodonína do Dubňan a silnice II/380 směr Mutěnice a Brno. Souběžně s touto silnicí probíhá železniční trať číslo 255.
Přes Hodonínskou Dúbravu vedou následující turistické trasy:
- červená turistická značená trasa 0522 Hodonín (most přes Moravu CZ/SK) – Hustopeče (bus), tzv. Cesta T. G. Masaryka
- modrá turistická značená trasa 2051 Vlkoš (žst.) – Lávka Velké Moravy CZ/SK (– Kostol Margity Antiochijskej)
- žlutá turistická značená trasa 7561 Za Červenými domky – Bzenec, Starý hrad